# Bandera de Cantallops
La bandera oficial de Cantallops té la següent descripció:
Bandera apaïsada, de proporcions dos d'alt per tres de llarg, groga, amb el llop negre de l'escut d'alçada 7/9 de la del drap al centre.
Va ser aprovada el 20 de novembre de 2000 i publicada al DOGC el 12 de desembre del mateix any amb el número 3283.